# Le Menoux
Le Menoux település Franciaországban, Indre megyében. Lakosainak száma 412 fő (2022. január 1.). Le Menoux Ceaulmont, Chavín-kultúra, Le Pêchereau és Badecon-le-Pin községekkel határos.

## Népesség
A település népességének változása:
| Lakosok száma | 446  | 434  | 425  | 442  | 435  | 427  | 430  | 429  | 424  | 412  |
|               | 1968 | 1982 | 1990 | 2006 | 2013 | 2015 | 2017 | 2019 | 2020 | 2022 |